# Хејден Фокс
Хејден Фокс (23. јун 1977) бивши је аустралијски фудбалер.

## Каријера
Током каријере играо је за Вест Хем јунајтед, Портсмут, Лидс јунајтед и многе друге клубове.

## Репрезентација
За репрезентацију Аустралије дебитовао је 1998. године. За национални тим одиграо је 11 утакмица и постигао 2 гола.

## Статистика
| Аустралија | Аустралија | Аустралија |
| Год.       | Ута.       | Гол.       |
| ---------- | ---------- | ---------- |
| 1998       | 1          | 0          |
| 1999       | 0          | 0          |
| 2000       | 4          | 0          |
| 2001       | 5          | 2          |
| 2002       | 0          | 0          |
| 2003       | 1          | 0          |
| Укупно     | 11         | 2          |